# Sass Negher
Il Sass Negher o Sasso Negro  (2.189 m s.l.m.) è una montagna del Pale di San Martino situata in Val di Gares in Provincia di Belluno, in Veneto. La montagna segna il confine fra i comuni di Canale d'Agordo e Taibon Agordino

## Caratteristiche
La montagna è un complesso di roccia vulcanica e roccia calcarea formatasi nel medio Triassico.

## Le miniere
Alle pendici del monte, nei pressi di Malga Valbona si trova un modesto complesso minerario da dove si estraevano ferro, rame e mercurio dal 1450 al 1748. L'entrata è sita a quota 1880 m.